# Canal hidràulic
|  | Al Rosselló es coneix com agulla |

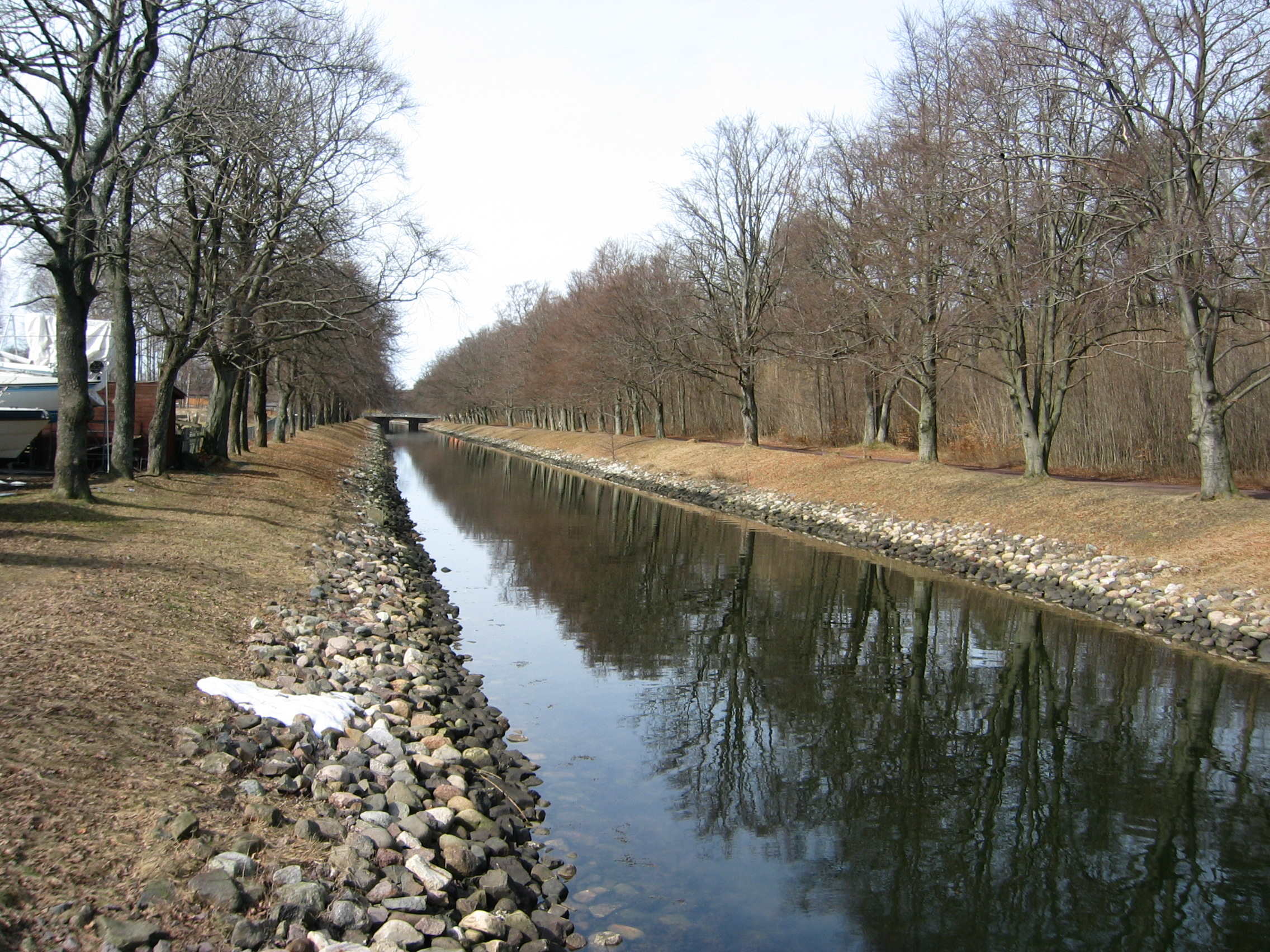
Canal a la ciutat d'Horten, Noruega.

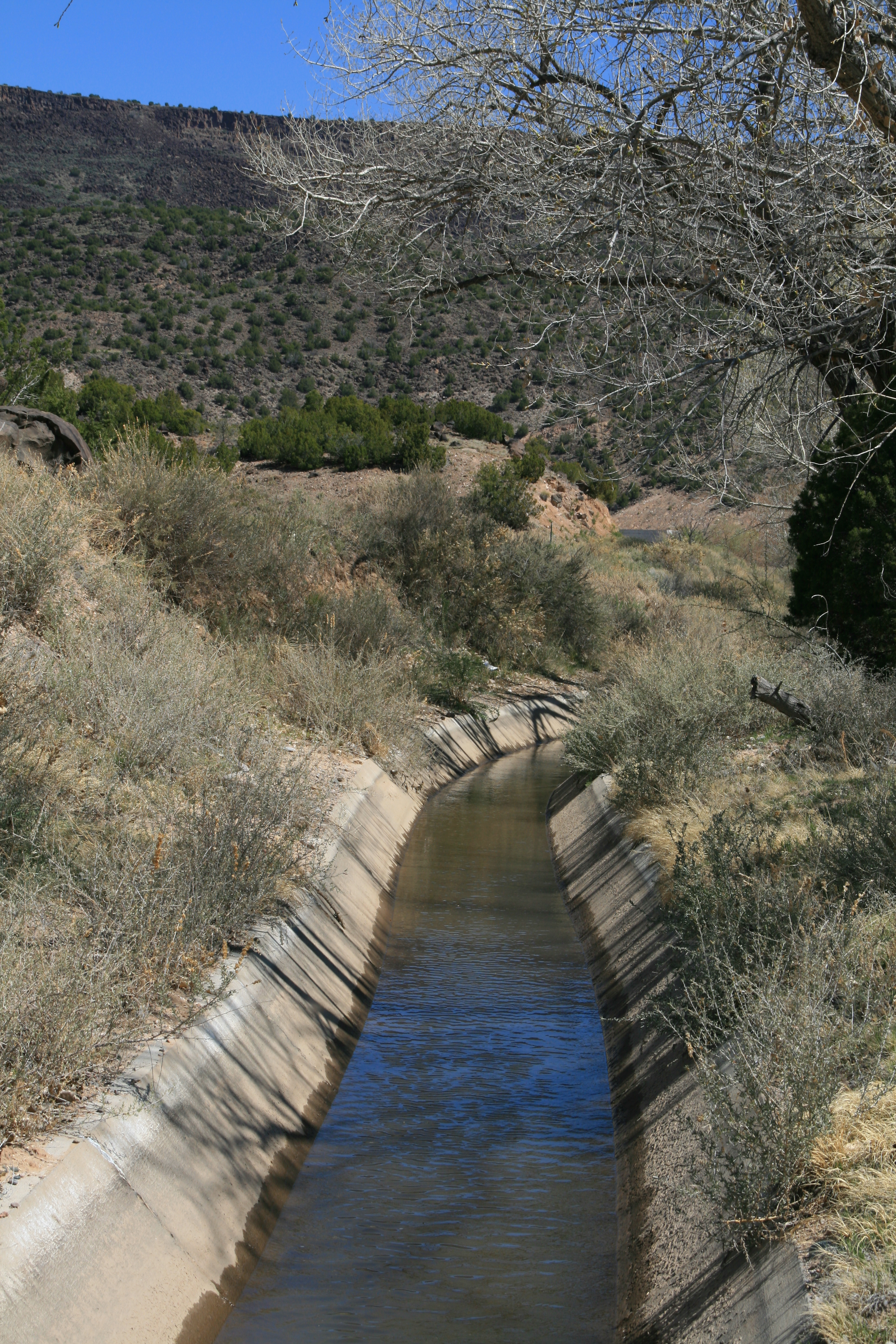
Séquia

En enginyeria, un canal hidràulic és una construcció destinada al transport de fluids —generalment utilitzada per dur aigua— i que, a diferència de les canonades, és oberta a l'atmosfera. També s'usen com a vies artificials de navegació. La descripció del comportament hidràulic dels canals és una part fonamental de la hidràulica i el seu disseny pertany al camp de l'enginyeria hidràulica, una de les especialitats de l'enginyeria civil.
El coneixement empíric del funcionament dels canals es remunta a diversos mil·lennis. En l'antiga Mesopotàmia es feien servir canals de reg, en la Roma imperial s'abastien d'aigua mitjançant canals construïts sobre grans aqüeductes, i els habitants del Perú dels Inques construïren en alguns llocs dels Andes canals que encara funcionen. El coneixement i estudi sistemàtic dels canals s'inicia al segle xviii, amb Chézy, Bazin i d'altres.
A la Península Ibèrica, en zones d'influència musulmana, són freqüents les séquies. Una séquia no és altre que un canal de reg. En general es pot considerar que un canal transporta més aigua que una séquia. A la pràctica hi ha canals petits i séquies de grans dimensions, realitat que fa imprecisa la classificació exposada.

## Tipus
Canals naturalsDepressió natural en l'escorça de la Terra, alguns tenen poca fondària i altres en tenen més depenent de si es troben a la muntanya o a la planura. Alguns d'aquests canals poden permetre la navegació fins i tot sense necessitat de dragar.
Canals de regVies fetes per conduir l'aigua fins a les zones on es necessita fer-ne una aportació que complementi la precipitació natural.
Canals de navegacióEs tracta d'una via artificial que connecta llacs, rius o oceans.
 Canals de drenatge

### Canals romans
Els diversos sistemes de canals emprats en la Roma clàssica són representatius dels sistemes de canals anteriors i posteriors.
Bàsicament n'hi havia de tres tipus:
- canals d'aigua potable, formant part d'aqüeductes[3]
  - canals de reg
  - Cuniculi[4][5]
  - Mina d'aigua[6][7]
  - túnels formant part d'aqüeductes
    - Túnel d'Eupalinos. Es tracta d'un cas anterior, construït pel grecs.
    - Els romans construïren un altre túnel per a substituir-lo.[8]
- canals d'aigües residuals
  - Cloaca Maxima[9][10][11]
    - Hi ha nombroses descripcions d'aquesta obra gegantina. En alguns casos es parla del sistema constructiu d'alguns trams. I del manteniment i supervisió a càrrec dels " curatores cloacarum".[12]
- canals de drenatge
  - Llac Albano[13][14]
  - Lacus Fucinus[15][16]

#### Ubicació i descripció
Pel que fa a la seva ubicació física, els canals romans podien estar a l'aire lliure, en un túnel o enterrats (circulant l'aigua per la llera del canal, deixant una superfície lliure).

## Elements geomètrics de la secció del canal
Els elements geomètrics són propietats d'una secció del canal que pot definir-se completament per la geometria de la secció i la profunditat del flux. Tals elements són molt importants per a calcular l'escorriment.
- Profunditat del flux, calat: la profunditat del flux (h) és la distància vertical del punt més baix de la secció del canal a la superfície lliure.
- Amplada superior: l'amplada superior (T) és l'amplada de la secció del canal en la superfície lliure.
- Àrea mullada: l'àrea mullada (A) és l'àrea de la secció transversal del flux normal a la direcció del flux.
- Perímetre moll: el perímetre moll (P) és la longitud de la línia de la intersecció de la superfície mullada del canal amb la secció transversal normal a la direcció del flux.
- Radi hidràulic: el radi hidràulic (R) és la relació entre l'àrea mullada i el perímetre moll, s'expressa com:

{\displaystyle R={\frac {A}{P}}}
- Profunditat hidràulica: la profunditat hidràulica (D) és la relació de l'àrea mullada amb l'amplada superior, s'expressa com:

{\displaystyle D={\frac {A}{T}}}
- Factor de la secció: el factor de la secció (Z), per a càlculs d'escorriment o flux crític és el producte de l'àrea mullada amb l'arrel quadrada de la profunditat hidràulica, s'expressa com:

{\displaystyle {Z}={A}\cdot {\sqrt {D}}}
El factor de la secció, per a càlculs d'escorriment uniforme és el producte de l'àrea mullada amb la potència 2/3 del radi hidràulic, s'expressa com:
{\displaystyle A\cdot R^{\frac {2}{3}}}

## Característiques geomètriques i hidràuliques d'un canal
Les característiques geomètriques són la forma de la secció transversal, les seves dimensions i el pendent longitudinal del fons del canal. Les característiques hidràuliques són la profunditat de l'aigua (h, en m), el perímetre moll (P, en m), l'àrea mullada (A, en m²) i el radi hidràulic (R, en m), totes funció de la forma del canal. També són rellevants la rugositat de les parets del canal, que és funció del material amb el que ha estat construït, l'ús al qual s'ha destinat i del manteniment, i el pendent de la línia d'aigua, que pot ser o n o paral·lel al pendent del fons del canal. El radi hidràulic es defineix com:
{\displaystyle \ R={\frac {A}{P}}}
essent {\displaystyle A}i {\displaystyle P} l'àrea i el perímetre moll.

## Tipus de flux en un canal
Flux permanentUn flux permanent és aquell en el qual les propietats fluides romanen constants en el temps, encara que poden no ser constants en l'espai. Les característiques del flux, com són: Velocitat (V), cabal (Q), i calat (h), són independents del temps, si bé poden variar al llarg del canal, essent x l'abscissa d'una secció genèrica, es té que:
V = fv(x)
Q = fq(x)
h = fh(x)
Flux transitori o no permanentUn flux transitori presenta canvis en les seves característiques al llarg del temps per al qual s'analitza el comportament del canal. Les situacions de transitorietat es poden donar tant en el flux subcrític com en el supercrític. Les característiques del flux són funció del temps; en aquest cas es té que:
V = fv(x, t)
Q = fq(x, t)
h = fh(x, t)
Flux uniformeÉs el flux que es dona en una canal recta, amb secció i pendent constant, a una distància considerable (20 a 30 vegades la profunditat de l'aigua en la canal) d'un punt singular, és a dir un punt on hi ha un canvi de secció transversal ja sigui de forma o de rugositat, un canvi de pendent o una variació en el cabal. En el tram considerat, si les funcions mencionades més amunt assumeixen la forma:
V = fv(x) = Constant
Q = fq(x) = Constant
h = fh(x) = Constant
Flux gradualment variatEl flux és variat: si la profunditat de flux canvia al llarg de la canal. El flux variat pot ser permanent o no permanent. Donat que el flux uniforme no permanent és poc freqüent, el terme "flux no permanent" es farà servir d'aquí en endavant per a designar exclusivament el flux variat no permanent. El flux variat pot classificar-se a més com ràpidament variat o gradualment variat. El flux és ràpidament variat si la profunditat de l'aigua canvia de manera abrupta en distàncies comparativament curtes; d'altra manera és gradualment variat. Un flux ràpidament variat també es coneix com a fenomen local; alguns exemples són el ressalt hidràulic i la caiguda hidràulica.
Flux abruptament variat
Flux subcrític o flux lentEl nivell efectiu de l'aigua en una secció determinada està condicionat a la condició de contorn situada aigües avall.
Flux supercrític o flux veloçEl nivell de l'aigua efectiu en una secció determinada està condicionat a la condició de contorn situada aigües amunt.

## Aqüeductes romans

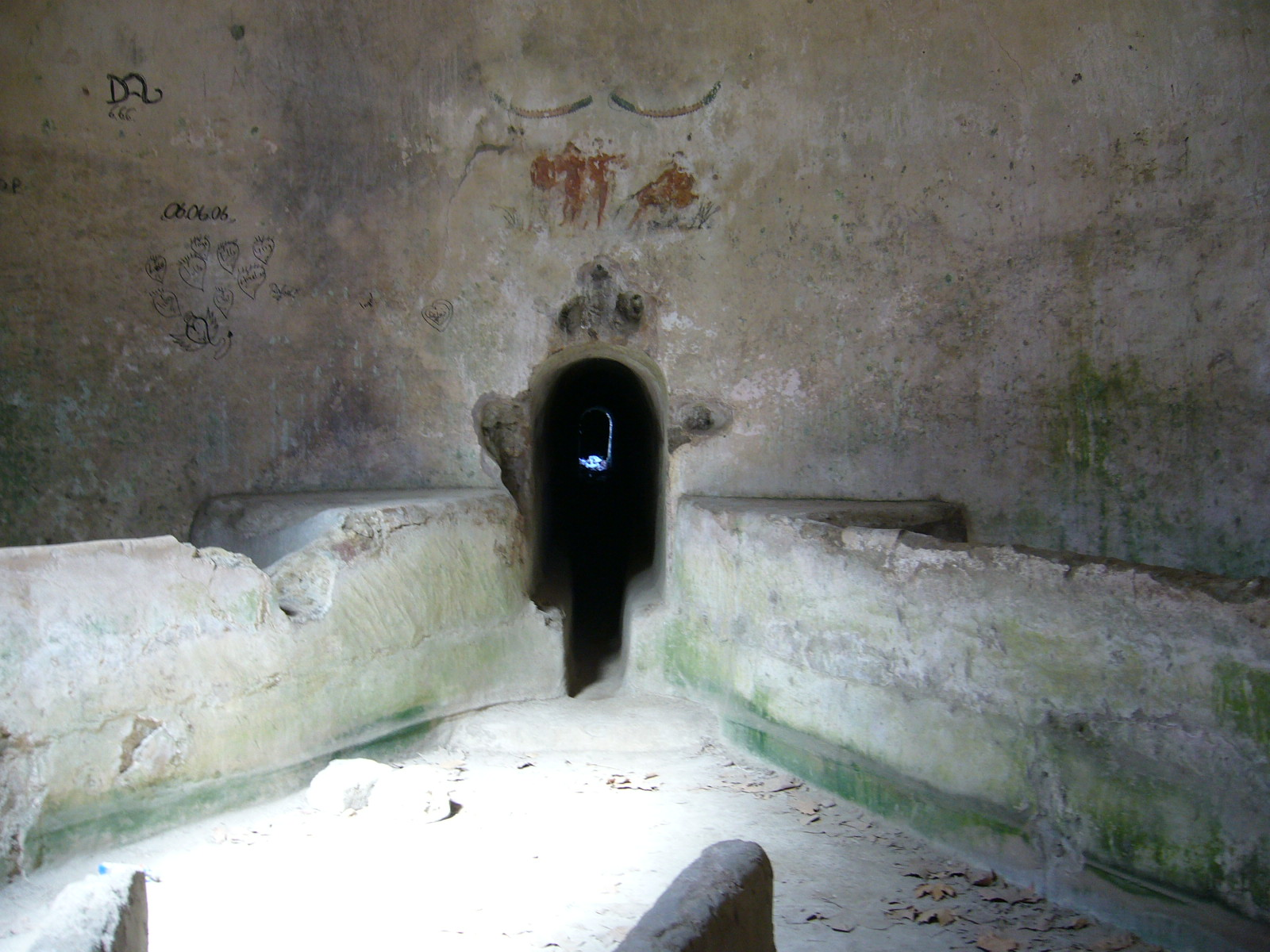
El canal de l'Aqua Augusta a l'entrada del castellum aquae a Pompeia

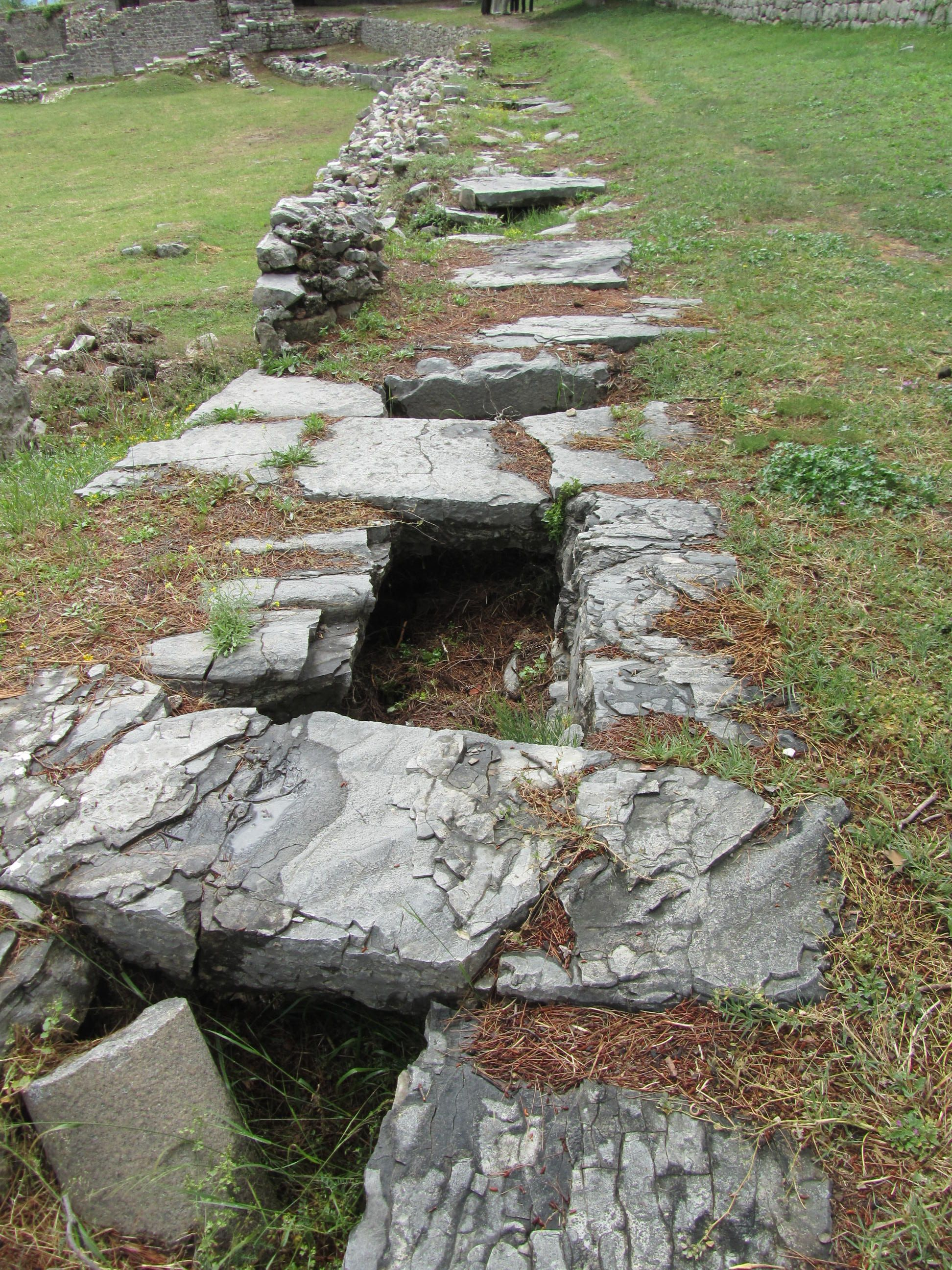
Aqüeducte de Salona

L'estudi detallat dels aqüeductes romans  permet analitzar els trams canalitzats que en formaven part. Un aqüeducte consta d'un conjunt d'elements bàsics:
- Una font d'aigua en el seu origen
- Canals a l'aire lliure
- Canals que discorren per un túnel
- Canals elevats sobre una obra arquitectònica
- Canonades
  - Canonades de ceràmica
  - Sifons de plom
- Centre de distribució al final

Des del punt de vista de les dades generals són interessants altres conceptes:
- Distància en línia recta entre l'origen i el final
- Cabal d'aigua transportat
  - cabal màxim
  - cabal mig
  - cabal mínim en condicions normals
- Llargària real de l'aqüeducte
- Desnivell entre l'origen i el final
  - Desnivells parcials entre trams

### Llista d'aqüeductes romans
- Anio Novus[17]
- Aqua Alsietina[18]
- Aqua Augusta (Nàpols)[19]
- Aqua Virgo[20]
- Aqüeducte de Barcelona[21]
- Aqüeducte de Dioclecià[22]
- Aqüeducte romà d'Albarrasí-Cella[23]
- Aqüeducte de Cartago o de Zaghouan (132 km).[24]
- Aqüeducte de Nimes  (52 km).[25]
- Aqüeducte de Gadara[26]
- Aqüeducte de Mèrida - Mèrida.[27]
- Aqüeducte de los Milagros[28]
- Aqüeducte de Peña Cortada[29]
- Aqüeducte de s'Argamassa[30]
- Aqüeducte de Segòvia[31]
- Aqüeducte de Tarragona - Tarragona.[32]
- Aqüeducte de Valent.[33]

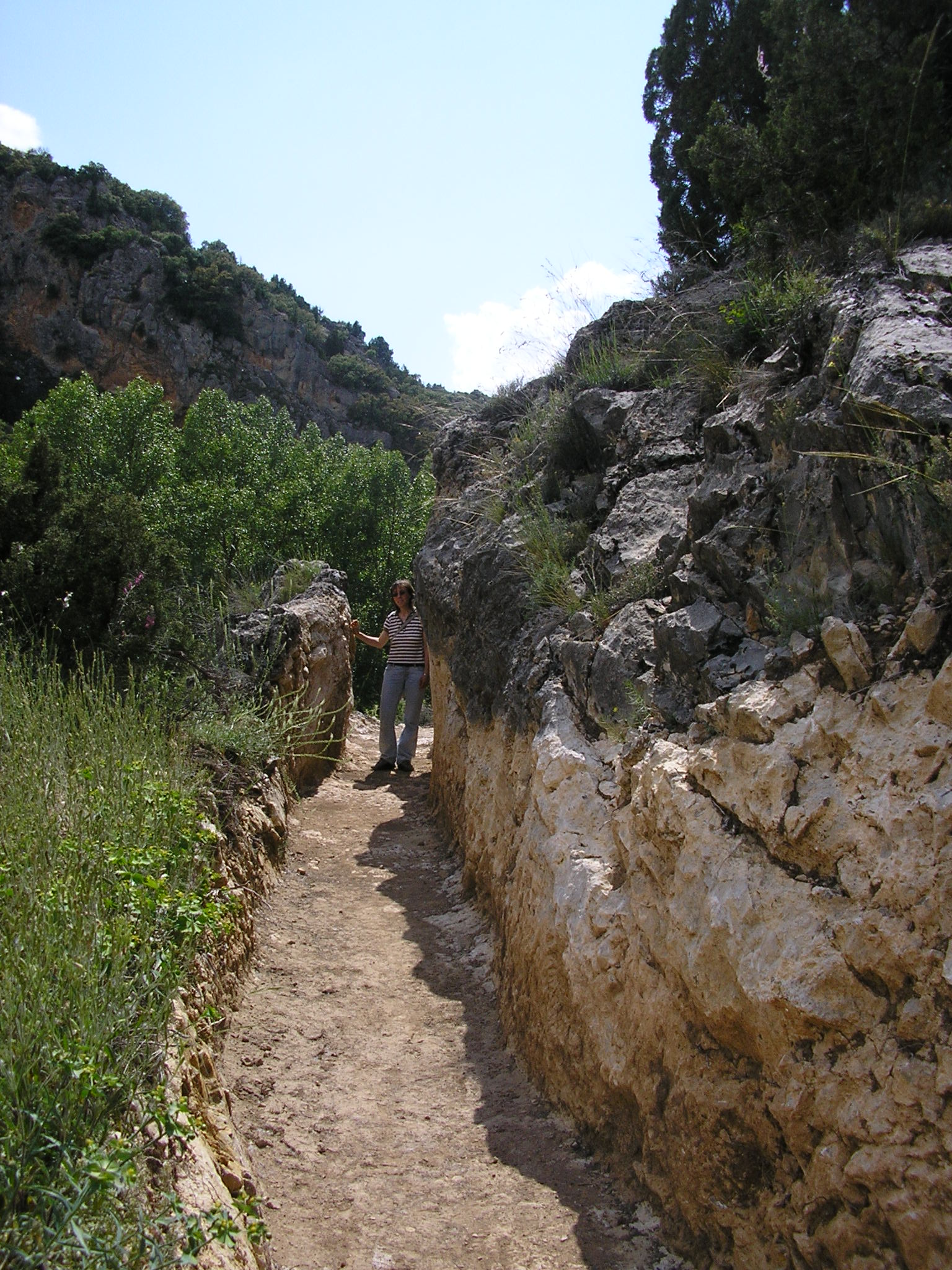
Aqüeducte romà d'Albarrasí-Gea-Cella. Tram superficial.
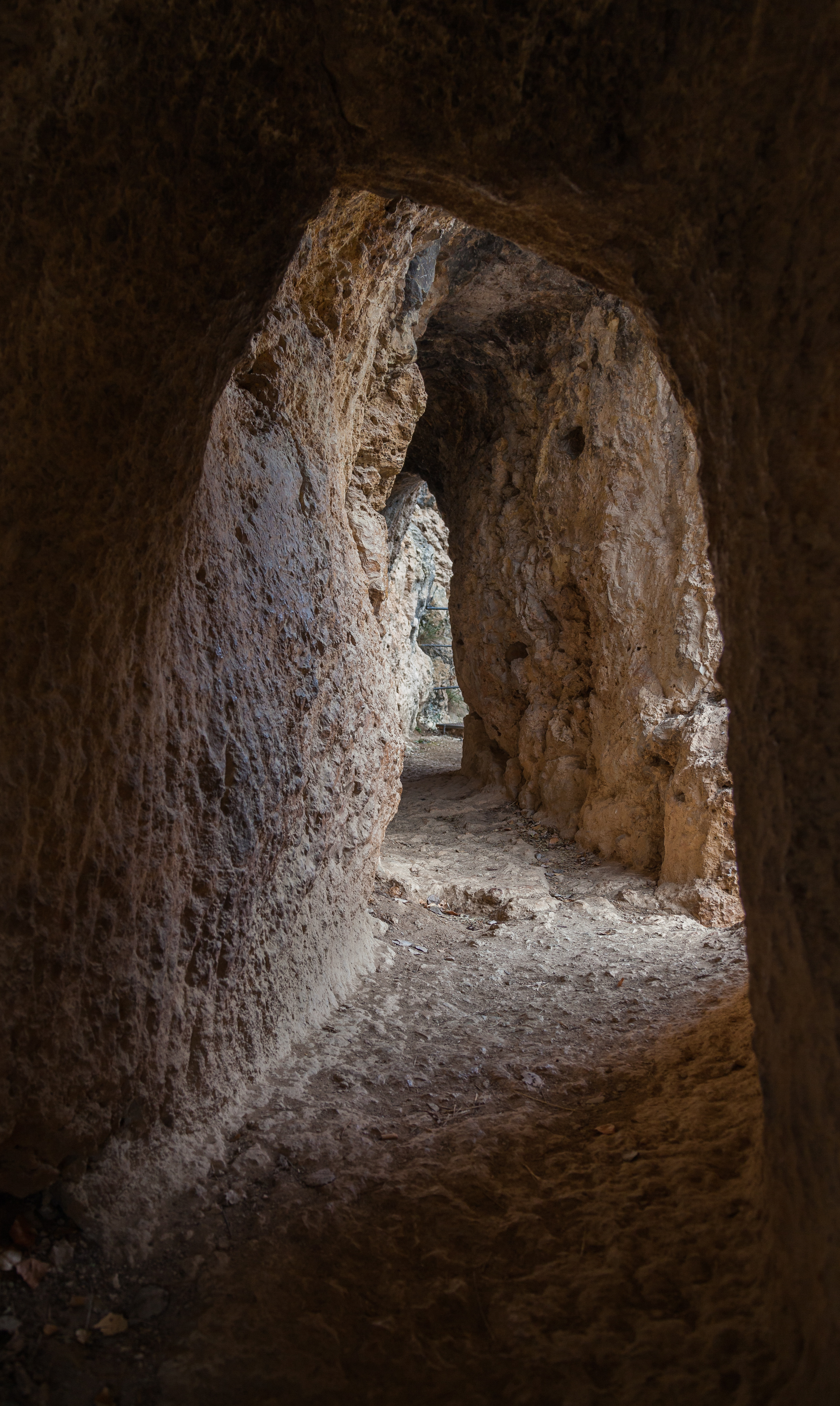
Id. túnel
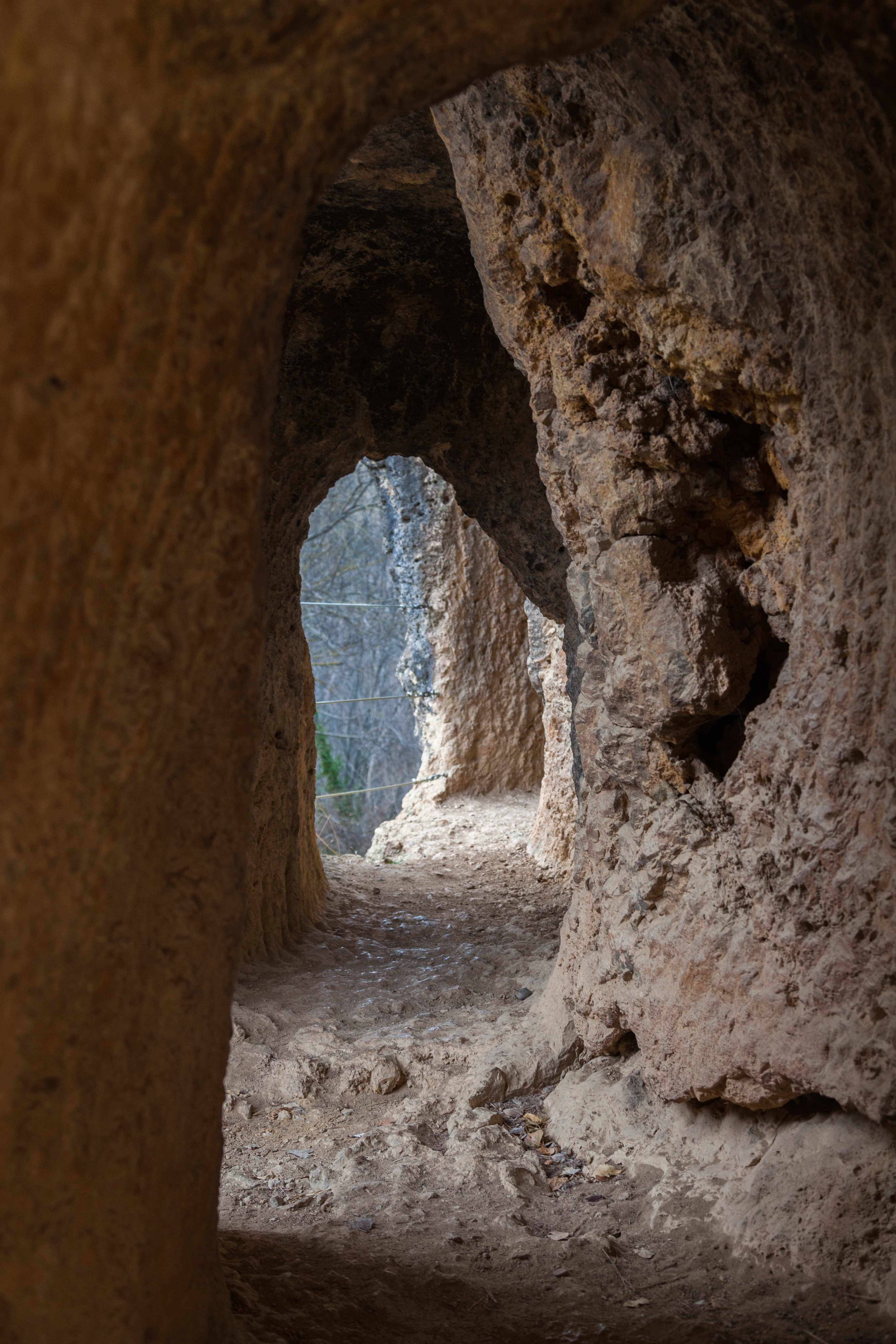
Id. túnel
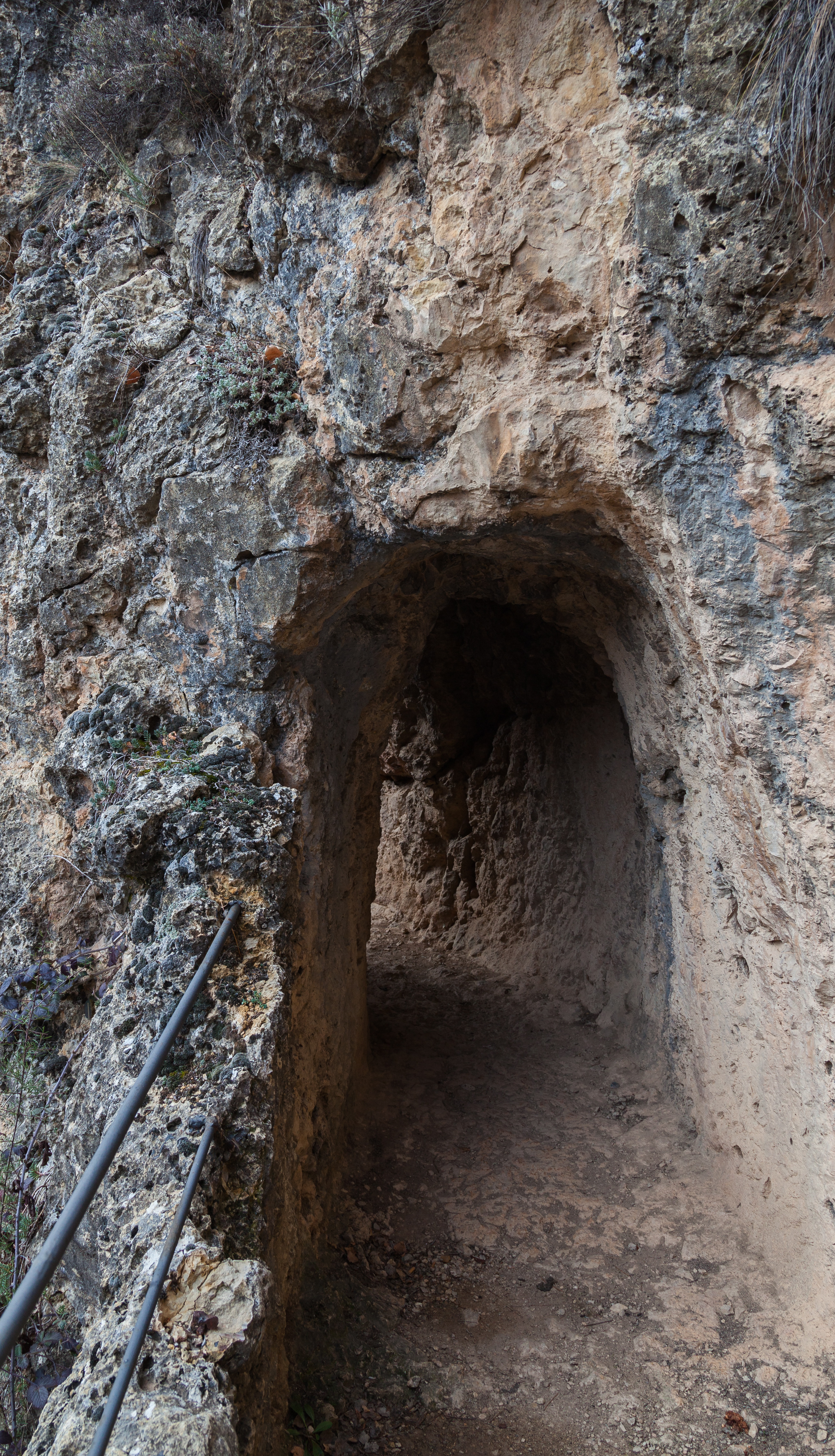
Id. Transició túnel a tram superficial

### Detalls constructius dels canals d'aigua romans
A més d'algunes obres clàssiques que tracten dels aqüeductes romans (bàsicament les de Vitruvi i Frontí), hi ha alguns estudis especialitzats sobre el tema que poden consultar-se a la xarxa.

#### Nivells i pendents
Els diversos trams d'un aqüeducte calia construir-los amb un pendent adequat. Un pendent poc inclinat no permetia una circulació adequada de l'aigua, amb poc cabal i tendència a les obstruccions accidentals. Un pendent massa pronunciat tampoc no era ideal: hi havia una tendència a l'erosió de la llera i a una circulació excessivament ràpida de l'aigua. El pendent dels conductes d'aigua romans varia entre el 0,15 i el 0,30 %. Vitruvi aconsellava pendents del 0,5 %.
Abans de la construcció i al llarg de les diferents etapes constructives calia mesurar els nivells i els desnivells de forma acurada. Els romans empraven diversos instruments per a mesurar nivells i alineacions:
- chorobates[38][39][40]
- groma

A partir dels aqüeductes estudiats és possible afirmar que els romans mesuraven amb molta precisió els nivells i les orientacions verticals. No es pot dir el mateix de les orientacions horitzontals en túnels i indrets no visibles directament.

#### Canals superficials
Les parts d'un aqüeducte que anaven per la superfície no arribaven al 20 percent. Els canals superficials anaven protegits, totalment o parcial, amb lloses de pedra. Aquesta solució era la més econòmica sempre que l'orografia ho permetés. Els treballs d'excavació eren mínims i el manteniment i les reparacions eren fàcils i ràpides.

#### Canals enterrats a poca profunditat
Més freqüent que la solució anterior, aquesta opció era molt semblant des del punt de vista tècnic. Quan la profunditat del canal era reduïda (de l'ordre de tres metres o menys) les excavacions es podien fer des de la superfície, sense foradar túnel. Els treballs eren ràpids i econòmics. A diferència dels túnels, en una rasa relativament superficial hi poden treballar una munió d'operaris.

#### Túnels
Sempre que era possible es preferien els túnels. La seva secció típica era d'un metre d'ample, aproximadament, i uns 2 metres d'alt. Això permetia una excavació relativament fàcil i la realització còmoda de les tasques de manteniment. Cada 30 o 60 metres hi havia un pou vertical que comunicava el túnel amb la superfície (aquests pous s'anomenaven puteus o lumen en llatí). Cada pou estava proveït d'escales, o un sistema equivalent, permetent que els oèraris poguessin baixar i pujar amb facilitat. La boca del pou estava normalment tancada i protegida amb lloses o un muntatge semblant.

#### Canonades de terrissa

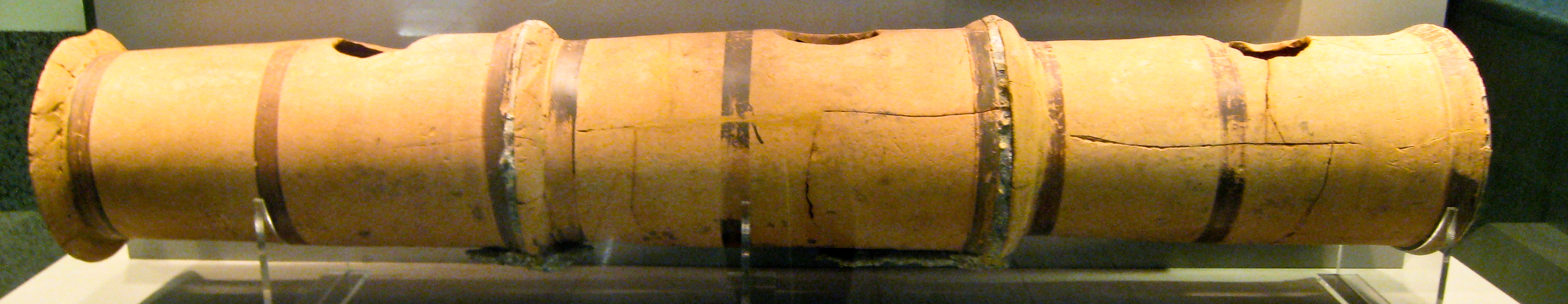
Canonada d'un aqüeducte romà feta de peces de terrissa.

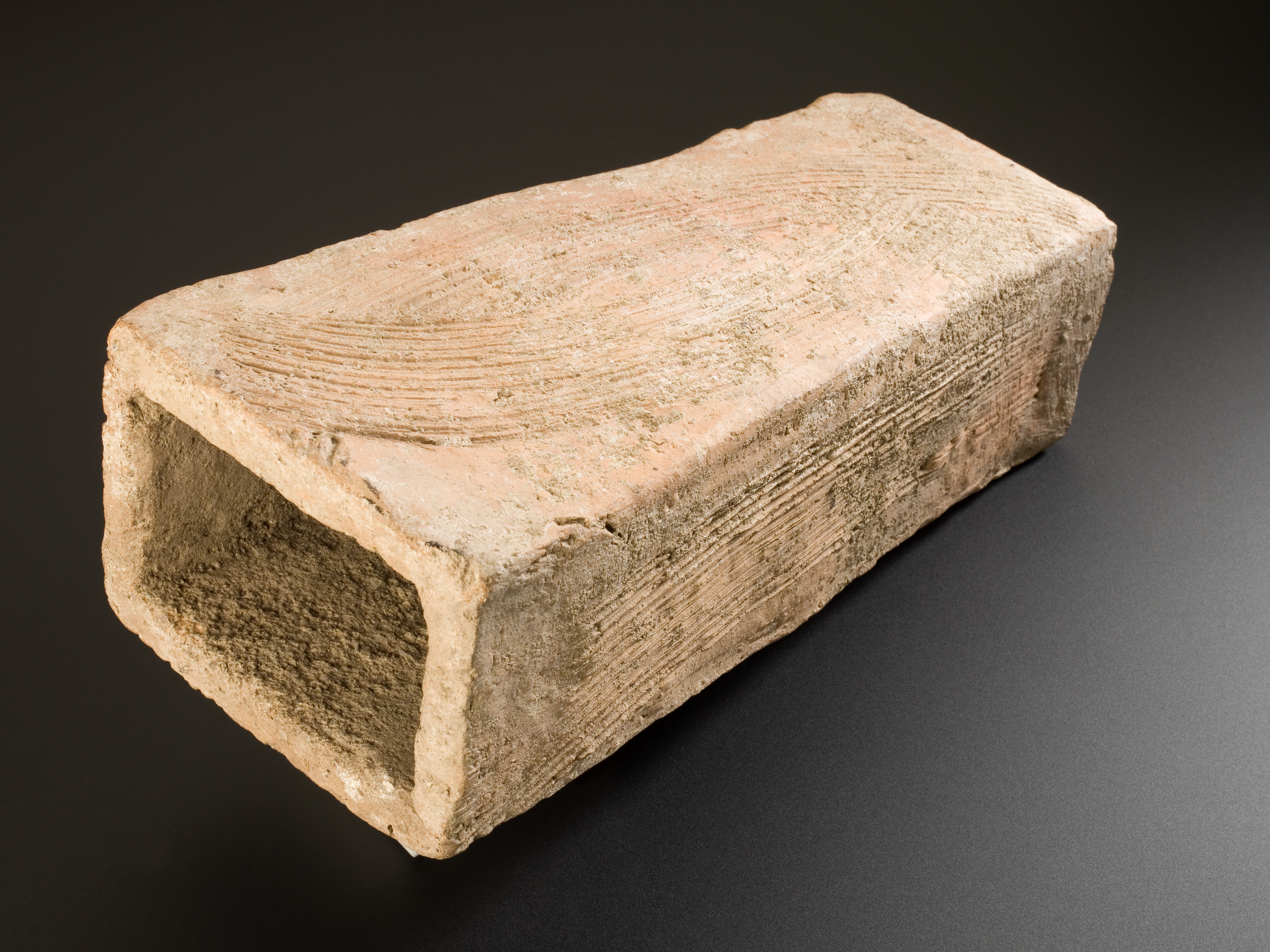
Peça de terrissa de secció rectangular.

La conducció d'aigua en els trams finals, o en casos particulars, es podia fer amb canonades de terrissa. Un conducte estava format per unitats modulars de forma troncocònica d'uns 70 centímetres de llarg. La boca petita encaixa d'una peça encaixava en la boca gran de la peça veïna. La boca gran acostumava a tenir un cordó de reforç formant part integral de la peça. També eren freqüents els encaixos o canals rebaixats per a millorar l'estanquitat del conjunt. Les peces de terrissa anaven unides per argamassa hidràulica formant un tancament impermeable.
Alguns mòduls de terrissa eren de secció rectangular amb els extrems adaptats per a ser encaixats.

#### Canonades de bronze i de plom
De forma similar al cas anterior, quan calia, es podien emprar canonades metàl·liques de bronze o de plom. Fabricades a partir de peces tubulars d'una certa llargària.
- Hi ha documentats diversos casos d'aqüeductes romans equipats amb sifons de plom.

#### Acabat i revestiment

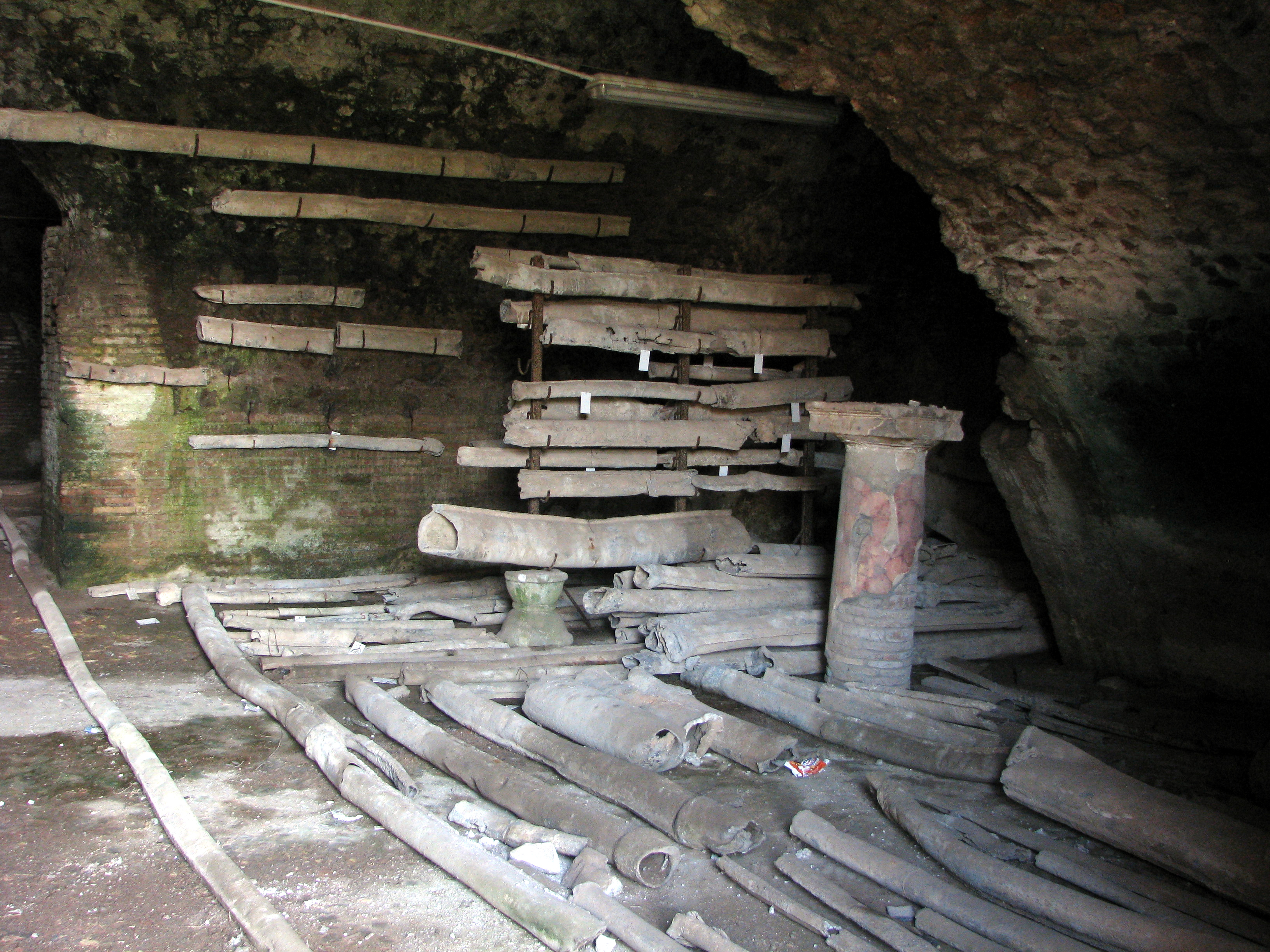
Diversos fragments de canonades de plom romanes (Ostia antica).

Les canals d'aigua pròpiament dites (aquelles parts d'un canal que entraven en contacte amb l'aigua), amb independència de l'estructura adoptada (pedra picada, maçoneria o formigó) havien de ser impermeables a l'aigua i tenir una superfície relativament llisa. Ambdues qualitats s'obtenien aplicant un revestiment basat en l'anomenatopus signinum. La secció de la canal que havia de dur aigua es revestia de diverses capes i la darrera capa s'allisava amb cura. La feble rugositat obtinguda amb el mètode descrit permetia una circulació d'aigua amb un fregament mínim, i dificultava el dipòsit de matèries estranyes o la formació d'incrustacions a les parets.

## Canals notables a la península ibèrica

### Aragó
- Canal d'Aragó i Catalunya[44]

### Castella
- Canal de Castella[45]

### Catalunya
- Canal Algerri-Balaguer[46]
- Canal d'Urgell[47][48]
- Canal de la Dreta de l'Ebre[49]
- Canal de l'Esquerra de l'Ebre[50]
- Canal de Sossís

## Canals notables al món

### Amèrica
- Coachella Canal[51]

### Àsia
- Canal del Desert, tradicionalment anomenat Maksuda Wah, és un important canal de reg a la província de Sind al Pakistan.[52]
- Canal Fuleli, al Pakistan.[53]
- Canal del Karakum[54]